# Cataratas de Howick
Las cataratas de Howick es una cascada en Howick, provincia de KwaZulu-Natal, en Sudáfrica. La cascada tiene aproximadamente 95 m de altura (310 pies) y se encuentra en el río Umgeni . El pueblo zulú llamaba a las cataratas KwaNogqaza, que significa "Lugar del Alto".

## Interacción humana
Muchas personas han sido arrastradas por las cataratas, especialmente en los días pioneros de la provincia, ya que algunos colonos pensaban que el lugar más fácil para cruzar el río era justo encima de las cataratas. Se han registrado 40 muertes en los alrededores de las cataratas de Howick y la primera muerte registrada ocurrió en 1851. La mayoría de ellas se han registrado como suicidios, pero también se sabe que ocurren accidentes y asesinatos, lo que contribuye, si no a mantener, el estatus legendario local de las cataratas. En 1999, Jeb Corliss tuvo un salto BASE casi fatal a las cascadas donde la apertura de su paracaídas se volvió asimétrica y no pudo evitar volar hacia el agua torrencial.

## Mito y folklore
Según la leyenda local, el estanque al pie de las cataratas es la residencia del Inkanyamba, una criatura gigante con forma de serpiente. Según la tradición, sólo los sangomas pueden acercarse con seguridad a las cataratas y sólo para ofrecer oraciones y otros actos de adoración a los inkanyamba, espíritus ancestrales y al "Gran Dios".